# Im Zeichen des Kreuzes (1932)
Im Zeichen des Kreuzes (Originaltitel: The Sign of the Cross) ist ein US-amerikanischer Pre-Code-Historienfilm von Cecil B. DeMille, inszeniert im Jahr 1932. Das Drehbuch basiert auf einem Bühnenstück von Wilson Barrett. Uraufgeführt wurde der Film am 30. November 1932 in Los Angeles. In Deutschland wurde der Film erstmals am 17. Februar 1933 in den Kinos gezeigt.

## Handlung
Rom im Jahr 64 n. Chr.: Nero (Charles Laughton) blickt von einem Balkon aus auf seine nun schon die dritte Nacht brennende Hauptstadt und spielt vergnügt auf der Lyra, als ihn sein Untergebener Tigellinus (Ian Keith) aufsucht, welcher von der Bedrohung des Palastes durch die Flammen sowie von Gerüchten berichtet, der Kaiser selbst hätte das Feuer legen lassen. Doch der sich übergöttlich dünkende Herrscher wischt alle Bedenken beiseite und schlägt stattdessen vor, den verachteten Christen die Untat anzulasten.
Wochen später läuft ein Fremder durch die Straßen der Stadt, während sich Strabo (Nat Pendleton) und Servillius (Clarence Burton), zwei bullige Soldaten des Kaisers, darüber ärgern, dass sie trotz der ausgesetzten Kopfprämie kaum Beute unter den Christen machen können, weil diese sich nach Großbrand und Schuldzuweisung durch Nero noch gründlicher verstecken. Auch der bärtige Fremde lässt viel Vorsicht walten und gibt sich einem anderen, ihn offenbar erwartenden Alten nur mittels eines per Stab auf dem Erdboden gezeichneten halben Kreuzes zu erkennen, das der Andere vervollständigt.
Der Fremde ist Titus (Arthur Hohl), der vom Apostel Paulus aus Jerusalem mit einer wichtigen Botschaft an die Christen Roms entsandt wurde. Sein Gegenüber führt ihn ängstlich von dem öffentlichen Platz weg; durch Zufall entdeckt jedoch Servillius das ebenerdige Geheimzeichen und verfolgt mit Strabo die beiden Männer, die sie kurz darauf fassen können. Die beim Bäcker Tybul (Harold Healy) weilende Christin Mercia (Elissa Landi) erkennt im zweiten Verhafteten ihren Pflegevater und Lehrmeister Favius Fontellus (Harry Beresford), doch ihr Aufbegehren ist vorerst vergeblich, da die wütenden Bürger zur sofortigen Steinigung der Alten ansetzen. Dem einsetzenden Tumult macht der vorbeikommende Marcus Superbus (Fredric March) – zu diesem Zeitpunkt als Präfekt zweitwichtigster Römer nach Nero – ein Ende: Er treibt die Menge auseinander und ist zugleich vom Anblick Mercias überwältigt. Deshalb dürfen die drei Christen unbehelligt nach Hause gehen, während Marcus den Wohnort der Schönheit durch seinen Stellvertreter Viturius (Richard Alexander) auskundschaften lässt.
Die bemerkenswerte Szenerie wird von einem Balkon aus durch die der vornehmen Gesellschaft angehörenden Glabrio (Ferdinand Gottschalk) und Dacia (Vivian Tobin) beobachtet; letztere ist eine tratschfreudige Freundin der Kaiserin Poppaea (Claudette Colbert) und muss ihr, die gerade ein Bad in Eselsmilch nimmt, die Neuigkeit prompt übermitteln. Dies umso dringender, da Poppaea unsterblich in Marcus verliebt ist. Auch Tigellinus erhält Nachricht von dem Vorfall und sieht gemeinsam mit seinem Vasallen Licinius (William V. Mong) eine gute Chance, Marcus, der von Nero – in Wirklichkeit von dessen Gattin – bevorzugt wird, den Präfekten-Job abspenstig zu machen; er erinnert Marcus persönlich an die Pflicht zur Inhaftierung sämtlicher Christen und schickt seine Büttel zur Ergreifung Mercias aus. Die bei Bäcker Tybus ausgelegte Falle schnappt rasch zu, als der Bursche Stephanus (Tommy Conlon) – ein ebenfalls im Haus des Flavius lebender Waisenjunge – das von Mercia in der Hektik vergessene Brot abholen will.
Unter grausamer Folter verrät Stephanus den Ort des geheimen Treffens der Christen am gleichen Abend. Marcus, der bei Flavius – wo er sein Werben um Mercia fortsetzt – von der Verhaftung erfährt, kommt zu spät im Verlies an und wird zudem von Tigellinus geblufft, welcher behauptet, der inzwischen bewusstlose Knabe habe nichts gesagt. Die Soldaten des Tigellinus sind deshalb früher bei der Versammlung nahe der Ponte Cestio, einer Brücke über den Tiber, wo Titus über seine religiösen Erfahrungen spricht.
Zwar folgt Marcus mit seiner Prätorianergarde in höchstem Tempo, kollidiert dabei aber mit der Sänfte der Kaiserin. Die über die unverhoffte Begegnung sehr erfreute Poppaea wünscht sich die "Entschuldigung" des Präfekten noch in derselben Nacht, und Marcus kann nur nach allerlei Ausreden seine Fahrt fortsetzen. Diese Verzögerung ist fatal für die Christen, denn die Tigellinus-Schergen richten ein Massaker an; dabei sterben auch Titus und Favius. Die Überlebenden werden auf Befehl des inzwischen eingetroffenen Marcus in ein Gefängnis gebracht (und nicht, wie von Tigellinus gewollt, in den Kerker der Arena), wobei er die dem Tode knapp entronnene Mercia durch Viturius heimlich in sein Haus bringen lässt.
Geheim bleibt freilich auch diese eigenmächtige Handlung des Präfekten nicht, und Poppaea hat größte Mühe, den durch Tigellinus immer mehr aufgestachelten Nero zu besänftigen. Marcus bekommt derweil ein zweites Mal – wie einst auf der Straße ihrer ersten Begegnung – die Resolutheit Mercias zu spüren: Bei einem rauschenden Fest in seinem Haus verlangt sie, zu den anderen Christen gebracht zu werden, die dem Tode geweiht sind. Der liebestrunkene Marcus verweigert das und versucht sogar, ihre starre Haltung durch die lesbische Tänzerin Ancaria (Joyzelle Joyner) aufzubrechen. Vergebens: Als Tigellinus eindringt, um sie zu verhaften, geht Mercia freiwillig mit der Wache zu den Leidensgenossen, die inzwischen doch in die Kellergewölbe der Arena verbracht wurden. Dort veranstaltet Nero ein gigantisches Schauspiel mit Gladiatoren, wilden Tieren, gegen Amazonen kämpfenden Liliputanern und der Schlachtung der Christen durch hungrige Löwen als Höhepunkt. Als letzteres geschieht, wird Mercia noch zurückgehalten – sie soll allein vor den Augen von Marcus und zur Freude von Poppaea sterben.
Der Präfekt aber unternimmt im Kerker einen letzten Rettungsversuch, da Nero eine Verschonung in Aussicht gestellt hat, falls Mercia ihrem Glauben abschwört. Als sie dies erwartungsgemäß verweigert, gesteht ihr der Römer seine bedingungslose Liebe und entschließt sich, mit ihr in den Tod zu gehen. Beim Besteigen der Treppe schließt sich hinter ihnen ein großes Tor, auf das ein Lichtstrahl in Form des christlichen Kreuzes fällt.

## Kritiken
„DeMille hat ein perfektionistisches, ausladendes historisches Schaugemälde inszeniert, das mit seinen bewegten Massenszenen und seiner opulenten Ausstattung fast ebenso unbedenklich der Volksbelustigung dient wie die in ausführlicher Grausamkeit dargestellten römischen Zirkusspiele.“

## Auszeichnungen
Kameramann Karl Struss, der Gewinner des ersten vergebenen Kamera-Oscars, erhielt 1934 seine insgesamt dritte Nominierung in der Kategorie Beste Kamera.

## Hintergrund
- Der Film gilt als dritter und letzter Teil der Bibeltrilogie von Regisseur Cecil B. DeMille. Vorangegangen waren die Filme Die Zehn Gebote von 1923 und König der Könige aus dem Jahre 1927.
- Wilson Barretts Bühnenstück, das dem Drehbuch zu Grunde lag, wurde im Frühjahr 1895 in St. Louis uraufgeführt. Als es Ende Mai des gleichen Jahres auch in Europa, zuerst in London, gezeigt wurde, war es eine Theater-Sensation.
- Der Film der Paramount Pictures ist einer der 700 Filme, die zwischen 1929 und 1949 entstanden und deren Vermarktungsrechte für das Fernsehen 1958 an Universal Studios verkauft wurden.
- In einer kleinen Nebenrolle als eingekerkerter Christ ist Mischa Auer zu sehen. Der deutschstämmige Henry Brandon hat hier seine erste Filmrolle, er ist ein Zuschauer im Zirkus. John Carradine spielt sogar drei winzige Rollen: einen Christen, einen römischen Bürger und einen Gladiator.
- Mitchell Leisen, der später bekannte Regisseur, war bei diesem Film als Art-Director, Kostüm-Designer und Regie-Assistent tätig.
- 1944 wurde nach Beanstandungen des Hays-Office eine neue Version des Films gezeigt. Hierfür wurde von Mitchell Leisen ein Prolog gedreht, für den Dudley Nichols das Drehbuch schrieb. Der Prolog spielt 1944, als die Alliierten Flugblätter über Rom abwerfen, um die Zivilbevölkerung vor der bevorstehenden Bombardierung zu warnen. An Bord des Flugzeuges befinden sich zwei Geistliche, die sich über das antike Rom unterhalten, insbesondere über Kaiser Neros Christenverfolgungen. Die beiden Geistlichen ziehen Parallelen zwischen Nero und Hitler. Darsteller des Prologs waren: Stanley Ridges, James Millican, Oliver Thorndike, Tom Tully, Arthur Shields, William Forrest, John James und Joel Allen. Diese Fassung wurde am 1. Dezember 1944 uraufgeführt.
- Das Bühnenstück wurde vor DeMilles Projekt schon zweimal verfilmt: 1904 von William Haggar und 1914 von Frederick A. Thomson.
- Der Film wurde in schwarz/weiß und Mono gedreht